# Convexité complexe

## Définition
Un ensemble {\displaystyle \Omega } de {\displaystyle \mathbb {C} ^{n}} est dit {\displaystyle \mathbb {C} }-convexe si son intersection avec toute droite complexe est contractile.
En géométrie complexe et en analyse complexe, la notion de convexité et ses généralisations jouent un rôle important dans l'étude du comportement des fonctions. On peut citer comme exemple de fonction présentant des caractéristiques importantes les fonctions convexes, mais aussi les fonctions sous-harmoniques et les fonctions plurisubharmoniques. Géométriquement, ces différents types de fonctions correspondent à des domaines convexes et pseudoconvexes, et il existe d'autres types de domaines, tels que les domaines linéairement convexes qui peuvent être généralisés grâce à l'analyse convexe. Bien que de nombreux résultats soient déjà connus sur ces domaines, il reste plusieurs problèmes ouverts. Même s'il s'agit principalement de questions théoriques, il existe aussi des problématiques relatives à l'implémentation informatique.